# Багдатов, Болат
Болат Багдатов (каз. Болат Бағдатов; род. 7 ноября 1940 год, село Архат, Абайский район, Семипалатинская область, Казахская ССР, СССР) — колхозник, старший чабан колхоза «Аркатский», Герой Социалистического Труда (1981). Депутат Верховного Совета СССР 7 созыва.

## Биография
Родилась 7 ноября 1940 года в селе Архат Абайского района, Семипалатинская область (сегодня — Восточно-Казахстанская область). В 1957 году вступил в колхоз «Аркатский» Абайского района Семипалатинской области. Трудился чабаном. В 1965 году вступил в КПСС. Досрочно выполнил план 11-й пятилетки. 19 февраля 1981 года удостоен звания Героя Социалистического Труда «за выдающиеся успехи, достигнутые в выполнении планов и социалистических обязательств по продаже государству в 1980 году миллиарда пудов зерна и перевыполнении планов десятой пятилетки по производству и закупкам хлеба и других сельскохозяйственных продуктов».
Избирался депутатом Верховного Совета СССР 7 созыва. В 1986 году участвовал в партийном съезде Компартии Казахстана.

## Награды
- Герой Социалистического Труда (1981);
- Орден Ленина (1981).